# Wydział Nauk Technicznych Uniwersytetu Warmińsko-Mazurskiego
Wydział Nauk Technicznych Uniwersytetu Warmińsko-Mazurskiego (WNT) – jeden z piętnastu wydziałów Uniwersytetu Warmińsko-Mazurskiego w Olsztynie.

## Historia
Wydział Nauk Technicznych powstał 1 września 1999 roku na nowo utworzonym Uniwersytecie Warmińsko-Mazurskim w Olsztynie. W skład nowo utworzonego Wydziału weszły dwa byłe Wydziały będące wcześniej w strukturze Akademii Rolniczo-Technicznej w Olsztynie, tj. Wydział Budownictwa Lądowego oraz Wydział Mechaniczny, a także wchodzący wcześniej w skład Wyższej Szkoły Pedagogicznej Instytut Wychowania Technicznego.
Wydział posiada pełne prawa akademickie do nadawania stopnia naukowego doktora i doktora habilitowanego w dziedzinie nauk inżynieryjno-technicznych dyscyplinie naukowej inżynieria mechaniczna.

## Kierunki kształcenia
Dostępne kierunki:
- Energetyka (studia I stopnia)
- Inżynieria w logistyce (studia I stopnia)
- Mechanika i Budowa Maszyn (studia I i II stopnia)
- Mechatronika (studia I i II stopnia)

## Władze Wydziału
W kadencji 2024–2028:
| Stanowisko                          | Imię i nazwisko                  |
| ----------------------------------- | -------------------------------- |
| Dziekan                             | dr hab. inż. Sławomir Wierzbicki |
| Prodziekan ds. rozwoju i współpracy | dr hab. inż. Piotr Markowski     |
| Prodziekan ds. studenckich          | dr inż. Magdalena Lemecha        |
| Prodziekan ds. kształcenia          | dr inż. Jerzy Domański           |

## Struktura organizacyjna

### Katedry
| Katedra                                        | Kierownik                          |
| ---------------------------------------------- | ---------------------------------- |
| Katedra Elektrotechniki i Energetyki           | dr hab. inż. Piotr Sołowiej        |
| Katedra Pojazdów i Maszyn                      | prof. dr hab. inż. Dariusz Choszcz |
| Katedra Mechaniki i Podstaw Konstrukcji Maszyn | dr hab. inż. Waldemar Dudda        |
| Katedra Mechatroniki                           | dr hab. inż. Sławomir Wierzbicki   |
| Katedra Technologii Materiałów i Maszyn        | dr inż. Adam Frączyk               |

### Pozostałe jednostki
| Jednostka                                   | Kierownik                    |
| ------------------------------------------- | ---------------------------- |
| Centrum Szkoleniowe Techniki Ochrony Roślin | dr hab. inż. Piotr Markowski |
| Ośrodek Jakości i Innowacji                 | dr inż. Paweł Mikołajczak    |

## Studenckie Koła Naukowe
Na Wydziale Nauk Technicznych funkcjonuje wiele kół naukowych pozwalających studentom rozwijać swoje zainteresowania:
- Koło Naukowe Młodych Konstruktorów
- Studenckie Koło Naukowe „Ekoenergia”
- Koło Naukowe Mechatroniki
- Studenckie Koło Naukowe Techników i Informatyków
- Koło Naukowe Pojazdów i Robotów Mobilnych